# Crossleyia xanthophrys
Tetraca-de-sobrolho-amarelo (Crossleyia xanthophrys) é uma espécie de ave da família Bernieridae.
Apenas pode ser encontrada em Madagáscar.
Os seus habitats naturais são: regiões subtropicais ou tropicais húmidas de alta altitude.
Está ameaçada por perda de habitat.